# Contarinia prolixa
Contarinia prolixa är en tvåvingeart som beskrevs av Gagne och George W. Byers 1985. Contarinia prolixa ingår i släktet Contarinia och familjen gallmyggor.
Artens utbredningsområde är Venezuela. Inga underarter finns listade i Catalogue of Life.